# Comuna Palanca, Drochia
Palanca este o comună din raionul Drochia, Republica Moldova. Este formată din satele Palanca (sat-reședință), Holoșnița Nouă și Șalvirii Noi.

## Demografie
Conform datelor recensământului din 2014, comuna are o populație de 715 locuitori. La recensământul din 2004 erau 901 locuitori.

## Administrație și politică
Componența Consiliului local Palanca (9 consilieri), ales la 5 noiembrie 2023, este următoarea:
|  | Partid                                        | Consilieri | Componență | Componență | Componență | Componență | Componență | Componență | Componență |
|  | --------------------------------------------- | ---------- | ---------- | ---------- | ---------- | ---------- | ---------- | ---------- | ---------- |
|  | Partidul Dezvoltării și Consolidării Moldovei | 7          |            |            |            |            |            |            |            |
|  | Partidul Socialiștilor din Republica Moldova  | 1          |            |            |            |            |            |            |            |
|  | Partidul Acțiune și Solidaritate              | 1          |            |            |            |            |            |            |            |